# Discorama
Discorama est une émission de télévision musicale et culturelle française, créée et présentée par Denise Glaser et diffusée du 4 février 1959 au 5 janvier 1975 sur RTF Télévision, puis sur la  première chaîne de l'ORTF, d'abord sur un rythme hebdomadaire (le dimanche à 12 h 30), puis mensuel dans les dernières années.

## Historique
À la fin des années 1950, Denise Glaser, à l'époque illustratrice sonore à la Radiodiffusion-télévision française (la RTF) présente régulièrement à Jean d'Arcy, directeur de la station, un projet d'émission sur l'actualité de la chanson, du disque, du théâtre et du cinéma. En 1959, il finit par accepter sa proposition. Ne lui trouvant pas de titre, son ami Frédéric Rossif lui suggère celui de Discorama,, diffusé le dimanche à l'heure du déjeûner.
Discorama est diffusé pour la première fois le 4 février 1959, inspiré de Lectures pour tous, la première émission littéraire de la télévision française : le comédien Jean Desailly y accueille comme invités la chanteuse Barbara, Yves Montand,  les pianistes Samson François et Wilhelm Kempff, le comédien Pierre Vaneck, et présente un extrait du film L'Auberge du sixième bonheur de Mark Robson avec Ingrid Bergman.
Les deux premières années, ce sera tout d’abord Jean Desailly qui assurera la présentation de l'émission, avant que Pierre Tchernia ne lui succède en 1960, suivi du duo Philippe Noiret/Jean-Pierre Darras en 1961. Denise Glaser, avant tout productrice de l'émission, n'apparaît la première fois en compagnie de ces derniers que le 12 avril 1961. En 1963, le tandem des deux acteurs se dissocie et elle se lance enfin dans ses fameux entretiens en tête-à-tête le 24 février 1963 : « Lucien Morisse m'a dit : « Tu n'oseras pas le faire toi-même. » Je ne voulais pas me montrer à l'image. Mais, à force d'être provoquée, je me suis lancée. [...] On m'a donné des moyens d'essai, un studio vide et trois caméras. Pour deux mois seulement. Et, deux mois après, Jean d'Arcy est parti. L'émission a continué. Avec les mêmes moyens. [...] Discorama est une émission sans argent, mais qui a battu les records de durée, de silences et d'émotions. »
De fin 1964 à 1966, l'émission — dont le générique reprend la chanson J'ai du bon tabac — est réalisée par Raoul Sangla dans le studio 2 du Centre Alfred Lelluch, rue Cognacq-Jay, et acquiert dès lors sa forme définitive : un grand studio vide et peint de blanc, deux chaises, trois caméras, parfois un piano. Sangla modifie le style de l'image et se sert du studio nu et de tout ce qui traîne sur le plateau : échelles, câbles, projecteurs... Dans une ambiance intimiste et souvent enfumée , renforcée par le noir et blanc de l'image, Denise Glaser privilégie les silences et la spontanéité et invite grandes vedettes ou débutants à se dévoiler. Dans ses entretiens, elle se tait brusquement, attend les réactions de l'interlocuteur, laisse venir : « Je ne prépare aucune de mes interviews. Deux secondes avant le départ de la caméra, j'ignore même quelle première question je vais poser. Mais dès que le clap retentit, il se passe en moi quelque chose d'indescriptible qui m'entraîne à la conversation et suscite les questions. »
Beaucoup lui doivent le succès de leur carrière : Barbara, Serge Gainsbourg, Jacques Brel, Paco Ibanez, Michel Polnareff, Georges Moustaki, Maxime Le Forestier et tant d'autres. En une quinzaine d'années , Discorama s'imposera parmi les meilleures émissions de variétés de la télévision et le journal Le Monde écrira que la présentatrice « au large sourire » et à « la maïeutique étudiée » était « une productrice enthousiaste doublée d'une intervieweuse intuitive », et qu'« avec près de 300 heures de programmes, son Discorama est l'un des trésors d'archive de l'Institut national de l'audiovisuel. »

### Premier licenciement
En 1963, Denise Glaser diffuse la chanson Nuit et Brouillard de Jean Ferrat, qui évoque la déportation nazie vers les camps de la mort au cours de la Seconde Guerre mondiale. L'heure étant à la réconciliation avec l'Allemagne, la chanson est interdite à la radio et à la télévision où, sous l'influence directe de l'Élysée, elle fut déclarée « inopportune » par Robert Bordaz, directeur de la RTF. Passant outre, Denise Glaser est licenciée, ce qui provoquera une réprobation unanime de la part des artistes, et même du ministre de l’information Alain Peyrefitte, chargé de la communication à la RTF. Il donnera d'ailleurs l'ordre à Robert Bordaz de maintenir la présentatrice et son émission .
Même célèbre, Denise Glaser reste résolument de gauche, une anomalie dans le paysage audiovisuel de l'époque. Elle affirme être proche des idées de la gauche, surtout du Parti socialiste, ou de la social-démocratie, invite l'écrivain Max-Pol Fouchet et fera chanter Le Chant des partisans dans le studio 4.

### Privations d'antenne et mise à l'écart définitive
En mai 1968, une période durant laquelle se développa en France un mouvement de contestation politique, sociale et culturelle considérable, elle manifeste contre la mainmise du gouvernement sur l'audiovisuel public, prend part aux grèves qui secouent tout le pays et joue un rôle actif dans l’occupation de l’ORTF . Elle se voit privée d’antenne par trois fois, sous la présidence de Georges Pompidou et se voit finalement remerciée. Réengagée quelques mois plus tard, elle subit des brimades : privation de bureau, salaire divisé par trois et surveillance de l'administration. Elle perd également son rendez-vous du dimanche avec les téléspectateurs et son émission est reléguée le vendredi soir après 22 heures, une fois par mois.
En 1974, Valéry Giscard d'Estaing, récemment élu président de la République, démantèle l'ORTF — symbole du contrôle gaullien de l'information — en différentes sociétés. Entre décembre 1974 et juin 1975, 2 702 agents sont licenciés dont 160 journalistes membres du SNJ, et Denise Glaser, cataloguée comme gauchiste, entame une longue période noire : Discorama est supprimé le 5 janvier 1975 et elle se trouve privée définitivement d’antenne.

## Invités
Denise Glaser a notamment invité sur son plateau :
- Barbara[18]
- Sylvie Vartan
- Catherine Lara
- Maxime Le Forestier
- Michel Sardou
- Nana Mouskouri[19]
- Jeanne Moreau
- Serge Gainsbourg[20]
- Claude François[21]
- Magma (groupe)
- Brigitte Fontaine[22]
- Jacques Higelin[23]
- Véronique Sanson
- Michel Polnareff
- Johnny Hallyday[24]
- Charles Trenet
- Henri Betti
- Jacques Brel[25]
- Yves Simon
- Georges Moustaki[26]
- Claude Nougaro
- Mireille Mathieu
- Léo Ferré[27].

## Réalisateurs
Raoul Sangla (1964-1966), Jacques Audoir (1966-1969), etc.

### Vidéographie DVD
- Coffret Discorama, INA, 2008[28].